# Ytre Enebakk
Ytre Enebakk is een plaats in de Noorse gemeente Enebakk, fylke Akershus. Ytre Enebakk telt 2977 inwoners (2007) en heeft een oppervlakte van 1,97 km².